# Cupha sadaichii
Cupha sadaichii är en fjärilsart. Cupha sadaichii ingår i släktet Cupha och familjen praktfjärilar. Inga underarter finns listade i Catalogue of Life.